# 100-я стрелковая дивизия (2-го формирования)
100-я стрелко́вая Льво́вская диви́зия (2-го формирования) — стрелковое соединение РККА Вооружённых сил Союза ССР, принимавшее участие в Великой Отечественной войне.
Сокращённое наименование — 100 сд.
Период вхождения в действующую армию: с 14 июля 1942 года по 11 мая 1945 года.

## История
Стрелковая дивизия формировалась с 5 февраля по 15 мая 1942 года в лагере Кущуба Вологодской области Архангельского военного округа. Личным составом дивизия комплектовалась в основном за счёт военнообязанных Вологодской, Архангельской областей и Коми АССР.
В июне 1942 года немецкие войска со своими союзниками начали новое наступление на восток, которое имело целью прорыв к Волге. К 12 июля им удалось овладеть правобережной частью города Воронежа. В этой обстановке 100-я стрелковая дивизия была переброшена из-под Вологды к Воронежу и введена в состав 40-й армии Воронежского фронта. На 27 июля дивизия была сосредоточена в районе Масловка — Таврово и на протяжении всей осени вела бои в окрестностях Воронежа.
В январе — феврале 1943 года принимала участие в Воронежско-Касторненской наступательной операции и освобождении Воронежа. С 3 февраля по 3 марта 1943 года в составе ударной группировки участвовала в Харьковской наступательной, а затем и оборонительной операциях. В ходе Житомирско-Бердичевской операции (24 декабря 1943 — 14 января 1944) дивизия вместе со 135-й сд оказалась в окружении, однако сумела прорвать кольцо.
В составе 38-й армии дивизия принимала участие в Проскуровско-Черновицкой операции (4 марта — 17 апреля 1944). 27 июля 1944 года в ходе Львовско-Сандомирской стратегической наступательной операции вместе с другими формированиями 1-го Украинского фронта освободила Львов, в честь чего в этот же день дивизия получила почётное наименование «Львовская».
При освобождении Польши и во время боевых действий в Германии была задействована в Сандомирско-Силезской (12 января — 3 февраля 1945), Нижнесилезской (8—24 февраля 1945) и Верхнесилезской операциях (15—31 марта 1945 года). 27 января 1945 года дивизия освободила концлагерь Аушвиц-Биркенау, больше известный как Освенцим.
В ходе Моравско-Остравской операции (10 марта — 5 мая 1945) вместе с другими частями 60-й армии 31 марта овладела Ратибором и вступила затем на территорию Чехословакии. Завершила боевой путь участием в Пражской стратегической операции (6—11 мая 1945 года).

### Награды частей дивизии
- 454-й стрелковый ордена Суворова[6] полк
- 460-й стрелковый ордена Александра Невского[7] полк
- 472-й стрелковый ордена Александра Невского[7] полк

## Состав
- управление
- 454-й стрелковый полк
- 460-й стрелковый полк
- 472-й стрелковый полк
- 1031-й артиллерийский полк
- 408-й отдельный истребительно-противотанковый дивизион
- 189-я разведывательная рота
- 326-й сапёрный батальон
- 676-й отдельный батальон связи (640-я отдельная рота связи)
- 246-й медико-санитарный батальон
- 346-я отдельная рота химической защиты
- 530-я автотранспортная рота[8]
- 374-я полевая хлебопекарня
- 845-й дивизионный ветеринарный лазарет
- 1973-я полевая почтовая станция
- 1153-я полевая касса Госбанка[1]

## В составе
| На дату    | Фронт (округ)        | Армия               | Корпус                  |
| ---------- | -------------------- | ------------------- | ----------------------- |
| 01.07.1942 | Резерв Ставки ВГК    | 2-я резервная армия | -                       |
| 01.08.1942 | Воронежский фронт    | 40-я армия          | -                       |
| 01.09.1942 | Воронежский фронт    | 40-я армия          | -                       |
| 01.10.1942 | Воронежский фронт    | 40-я армия          | -                       |
| 01.11.1942 | Воронежский фронт    | 40-я армия          | -                       |
| 01.12.1942 | Воронежский фронт    | 60-я армия          | -                       |
| 01.01.1943 | Воронежский фронт    | 60-я армия          | -                       |
| 01.02.1943 | Воронежский фронт    | 40-я армия          | -                       |
| 01.03.1943 | Воронежский фронт    | 40-я армия          | -                       |
| 01.04.1943 | Воронежский фронт    | 40-я армия          | -                       |
| 01.05.1943 | Воронежский фронт    | 40-я армия          | -                       |
| 01.06.1943 | Воронежский фронт    | 40-я армия          | -                       |
| 01.07.1943 | Воронежский фронт    | 40-я армия          | -                       |
| 01.08.1943 | Воронежский фронт    | 40-я армия          | 52-й стрелковый корпус  |
| 01.09.1943 | Воронежский фронт    | 27-я армия          | -                       |
| 01.10.1943 | Воронежский фронт    | 27-я армия          | -                       |
| 01.11.1943 | 1-й Украинский фронт | 27-я армия          | -                       |
| 01.12.1943 | 1-й Украинский фронт | 38-я армия          | 21-й стрелковый корпус  |
| 01.01.1944 | 1-й Украинский фронт | 38-я армия          | 21-й стрелковый корпус  |
| 01.02.1944 | 1-й Украинский фронт | 38-я армия          | 21-й стрелковый корпус  |
| 01.03.1944 | 1-й Украинский фронт | 38-я армия          | 106-й стрелковый корпус |
| 01.04.1944 | 1-й Украинский фронт | 38-я армия          | 67-й стрелковый корпус  |
| 01.05.1944 | 1-й Украинский фронт | 60-я армия          | 22-й стрелковый корпус  |
| 01.06.1944 | 1-й Украинский фронт | 60-я армия          | 106-й стрелковый корпус |
| 01.07.1944 | 1-й Украинский фронт | 60-я армия          | 106-й стрелковый корпус |
| 01.08.1944 | 1-й Украинский фронт | 60-я армия          | 106-й стрелковый корпус |
| 01.09.1944 | 1-й Украинский фронт | 60-я армия          | 106-й стрелковый корпус |
| 01.10.1944 | 1-й Украинский фронт | 60-я армия          | 106-й стрелковый корпус |
| 01.11.1944 | 1-й Украинский фронт | 60-я армия          | 106-й стрелковый корпус |
| 01.12.1944 | 1-й Украинский фронт | 60-я армия          | 106-й стрелковый корпус |
| 01.01.1945 | 1-й Украинский фронт | 60-я армия          | 106-й стрелковый корпус |
| 01.02.1945 | 1-й Украинский фронт | 60-я армия          | 106-й стрелковый корпус |
| 01.03.1945 | 1-й Украинский фронт | 60-я армия          | 106-й стрелковый корпус |
| 01.04.1945 | 1-й Украинский фронт | 60-я армия          | 106-й стрелковый корпус |
| 01.05.1945 | 4-й Украинский фронт | 60-я армия          | 28-й стрелковый корпус  |

## Командование дивизии

### Командиры
- Перхорович, Франц Иосифович (18.03.1942 — 27.06.1943), полковник, генерал-майор;
- Беззубов, Николай Александрович[англ.] (28.06.1943 — 17.07.1943), полковник;
- Цыганков, Пётр Трофимович (23.07.1943 — 28.01.1944), полковник;
- Красавин, Фёдор Михайлович (28.01.1944 — 11.05.1948), полковник, генерал-майор [9]

### Военные комиссары (с 9.10.1942 заместители командира дивизии по политической части)
- Коновалов Василий Николаевич (01.03.1942 — 16.09.1942), батальонный комиссар;
- Иванюшин Дмитрий Петрович (16.09.1942 — 16.06.1943), полковой комиссар, полковник;
- Костин Степан Афанасьевич (16.06.1943 — 15.01.1946), майор, подполковник, полковник[10]

## Отличившиеся воины дивизии
Герои Советского Союза:
- Москинский, Александр Иванович, сержант, помощник командира взвода 454-го стрелкового полка.
- Пяткин, Георгий Яковлевич, майор, командир 1031-го артиллерийского полка
- Тихонов, Василий Иванович, красноармеец, командир пулемётного расчёта 472-го стрелкового полка.

 Кавалеры ордена Славы трёх степеней:
- Андрейцев Иван Фёдорович, младший сержант, пулемётчик 472 стрелкового полка. Перенаграждён орденом Славы I степени. Указ Президиума Верховного Совета ССР от 23 апреля 1975 года;
- Гуфаилов Николай Ильич, сержант, командир отделения взвода пешей разведки 454 стрелкового полка. Указ Президиума Верховного Совета СССР от 15 мая 1946 года;
- Фомич Андрей Никитич, старшина, командир отделения взвода пешей разведки 454 стрелкового полка. Перенаграждён орденом Славы I степени. Указ Президиума Верховного Совета СССР от 22 апреля 1969 года.

## Память
- в 1965 году ученики 60-й школы города Воронеж начали сбор информации о 100-й стрелковой дивизии, летом-осенью 1942 года участвовавшей в оборонительных боях в районе Воронежа, в течение следующих семи лет они установили контакты и начали переписку с 200 ветеранами дивизии, и в начале 1972 года с участием ветеранов дивизии в школьном музее была открыта отдельная экспозиция, посвящённая истории 100-й стрелковой дивизии (для музейной коллекции фронтовики передали свои фотографии и воспоминания). В дальнейшем сбор информации о дивизии был продолжен[13]
- В честь 100-й стрелковой дивизии названы улицы в городах Архангельске, Воронеже и Шебекино (Белгородская область). На улицах установлены мемориальные доски[14][15].
- Дивизия внесена в список соединений и частей РККА, увековеченных на стенах одного из залов в Центрального музея Великой Отечественной войны на Поклонной горе в Москве.
- Памятник погибшим воинам дивизии установлен в посёлке Орловка Хохольского района Воронежской области[16].
- Памятник погибшим воинам дивизии был установлен в городе Стрый (Львовская область, Украина). Снесён в 2014 году[источник не указан 885 дней].